# Osiedle Dziesięciny II, Białystok
Dziesięciny II là một trong những quận của thành phố Białystok ở Ba Lan.